# Шумилкино (Псковская область)
Шумилкино — деревня в Печорском районе Псковской области России. Входит в состав сельского поселения «Паниковская волость».
Расположена на юге-западе волости, на автодороге Псков — Изборск — Шумилкино (А212 или E 77), в 21 км (или в 25 км по дорогам) к юго-западу от центра города Печоры и в 9 км к западу (юго-западнее) от волостного центра, деревни Паниковичи. В 3 — 3,5 км к западу от деревни проходит граница с Эстонией и многосторонний автомобильный (круглосуточный) пропускной пункт «Шумилкино — Лухамаа».

## Население
Численность населения деревни составляет 17 жителей (2000 год).
| 2001 | 2002 | 2010 |
| ---- | ---- | ---- |
| 17   | ↘14  | ↘10  |

## Топографические карты
- O-35-091-B Масштаб: в 1 км 500 м Госгисцентр